# وسنا دولونک
وسنا دولونک (روسی: Весна Ратковна Долонц؛ زادهٔ ۲۱ ژوئیهٔ ۱۹۸۹) یک تنیس‌باز اهل صربستان است.

## حرفه
دولونک در سپتامبر ۲۰۰۵، بلافاصله پس از تولد ۱۶ سالگی خود، رقابت در پیست ITF را آغاز کرد و تا ۲۸ ژانویه ۲۰۰۸ به شماره ۱۵۲ جهان رسید.
در فوریه ۲۰۰۶، او در هفت مسابقه متوالی پیروز شد و به مرحله مقدماتی رسید و به نیمه نهایی مسابقات ۱۰ هزار دلاری در پورتیمائو، پرتغال رسید و در می ۲۰۰۶، به اولین فینال ۱۰ هزار دلاری خود در کیف، اوکراین رسید. در سال ۲۰۰۷، او در استکهلم-سالک (سطح ۲۵ هزار دلار) به نیمه نهایی رسید. مونزون، اسپانیا (سطح ۷۵ هزار دلار)؛ مسکو (سطح ۲۵ هزار دلار)؛ و پودولسک، روسیه (سطح ۲۵ هزار دلار). در سپتامبر ۲۰۰۷، او به فینال مسابقات ۱۰۰ هزار دلاری مسافرخانه خارکف، اوکراین راه یافت.
در سال ۲۰۰۸، او برای سومین قرعه کشی اصلی خود در تور WTA در پاتایا واجد شرایط شد، آنجلیک کربر، نفر پنجم آلمان را تنها با باخت سه بازی شکست داد و به اولین مرحله یک چهارم نهایی تور WTA رسید.
دولونک به مسابقات آزاد استرالیا ۲۰۱۱ راه یافت و در دور دوم، شماره ۱۷ ماریون بارتولی را در سه ست شکست داد.
در ژوئیه ۲۰۱۲، او دومین عنوان حرفه ای خود را در دونتسک به دست آورد.
۲۰۱۳
دولونک فصل خود را در بریزبن بین‌المللی آغاز کرد. او در دور اول مقدماتی مغلوب ماریا خوزه مارتینز سانچز شد. با وجود واجد شرایط بودن برای مسابقات آزاد استرالیا، دولونک در دور دوم توسط ماریون بارتولی، نفر یازدهم شکست خورد.
در پاریس در مسابقات Open GdF Suez، دولونک در آخرین دور مقدماتی به مونیکا نیکولسکو شکست خورد. در طول بازی فدرال رزرو در مقابل اسلواکی، دولونک اولین لاستیک خود را هنگامی که دومینیکا سیبولکوا به دلیل کشیدگی عضلات پا بازنشسته شد، برد. در لاستیک دوم خود، او توسط Daniela Hantuchová شکست خورد. صربستان در نهایت تساوی ۲–۳ را از دست داد.
۲۰۱۴
دولونک در ۱۴ فوریه ۲۰۱۷ بازنشستگی خود را از مسابقات حرفه ای اعلام کرد (آخرین بازی او در نوامبر ۲۰۱۶).